# 미쓰하시 다카아키
미쓰하시 다카아키(일본어: 三橋 貴明, 1969년 11월 22일~)라고 잘 알려진나카무라 다카시(일본어: 中村 貴司)는 일본의 작가, 경제 평론가, 중소기업 진단사이다.
주로 국민경제, 국제수지등 국가의 경제지표에 대한 재무분석을 응용한 경제분석 및 언론/저술활동에 종사하고 있다. 우익 성향으로 혐한 활동 전력이 있다. 2018년 자신의 아내를 폭행한 혐의로 경찰에 체포되었다.

## 약력
1969년 도쿄에서 태어났으며 1994년 도쿄 도립 대학(현 수도대학 도쿄) 경제학부를 졸업하였다.
대학졸업 후 외국계 IT기업, 닛폰 전기, 일본 IBM 등에 근무하다가 2005년 중소기업 진단사 자격을 취득하였다. 2008년 11월, 마쓰하시 다카아키 진단사 사무소를 개설하면서 프리랜서 활동을 시작하였으며 2009년에는 주식회사 마쓰하시 다카아키 사무소를 설립하였다.
주로 통신 업계에 대해서 기업의 재무분석을 사용한 컨설팅을 제안하고 있으며 거시경제 지표에 대한 재무 분석에 바탕을 두고 여러 나라의 경제에 대해 분석 및 기고 저술활동을 하고 있다.
한편 경제 평론 이외에도 일본의 미디어에 대한 분석도 발표하고 있다.
경제 평론에서는 경제성장 및 국익을 중시하며 디플레이션 불황으로부터 탈출하지 않고 재정 재건에 우위를 두는 방향에 대하여 비판적인 입장을 취한다.
과거 경기가 악화되었을 때에 적극적으로 재정적 개입을 시도한 오부치 내각과 아소 내각의 경제정책을 높게 평가하고 있다.
2008년 주로 우익의 입장에서 '외국인 참정권', '무방비 도시 선언' 등이 실현되었을 때의 일본 사회를 예상하며 쓴 디스토피아 소설 "신세계의 빅브라더에게"를 발표하였다.
2010년 7월의 제22회 참의원 통상 선거에 자유민주당 비례 대표 후보로서 입후보 해 낙선하였다.
현재 저술 활동 이외에 본인의 회사인 마쓰하시 다카아키 사무소의 대표이사를 맡고 있으며, 국가 비전 연구회 경제 재정 금융 분과회 부회장이다.

## 저술 활동
- 2007년 2월　『사실은 위험한! 한국 경제』집필개시
- 2007년 6월　『사실은 위험한! 한국 경제』출판
- 2007년 8월　JETRO에서「현대코리아」에 초청되어 한국 경제에 대해 강연함
- 2007년 10월　PHP연구소에서『어처구니 없는! 한국 경제 입문』의 집필의뢰를 받고 집필개시

　　　　　　　같은 달에　『신세계의 빅 브라더에게』집필개시
- 2008년 1월　『어처구니 없는！ 한국 경제 입문』 출판
- 2008년 2월　『사실은 위험한！ 중국 경제』 집필 개시
- 2008년 3월　석간 후지와 인터뷰 기사 게재
- 2008년 4월　『사실은 위험한！ 중국 경제』 출판
- 2008년 5월　『달러 붕괴！』집필개시

　　　　　　　같은 달　『신세계의 빅 브라더에게』 완성
- 2008년 6월　행복의 과학출판 「더 리버티 (The Liberty)」에 인터뷰 기사 게재
- 2008년 8월　『달러 붕괴！』출판

　　　　　　　같은 달　SAPIO 9/24호에 「버블 붕괴 바닥이 안보인다！ 중국 주식의「나락」」을 기고
- 2008년 9월　격론 무크 「엽기적인 한국」에 「붕괴 진행 중인 한국 경제의 병리를 기고

　　　　　　　같은 달 SPA에 인터뷰 기사 게재
- 2008년 10월　후쿠시마현 중소기업가 도유카이(同友会)에서 강연

### 출연한 TV 프로그램
- 채널 사쿠라
  - 보도와이드 니폰（2007년 8월 28일 방송）

　　　　「사실은 위험한！ 한국 경제 - 미쓰하시 다카아키에게 듣는다」
- 채널 사쿠라
  - 闘論(투론)！倒論(도론)！討論(토론)[3]！2008（2008년 5월 29일、30일 방송） 「붕괴의 징조인가？ 중국의 향방」
- 채널 사쿠라
  - 투론！ 도론！ 토론！ 2008（2008년 8월 21일 방송） 「베이징 올림픽 폐막에 즈음하여 - 중국과 세계 정세 어떻게 되나?」
- TV 아사히
  - 선데이 프로젝트（2008년 8월 10일 방송） 「긴급 추적 한국 소란 급보! "경제 대통령"의 위기」

### 출연했던 라디오 프로그램
- ＳＢＳ라디오（시즈오카 방송）
  - 정보 철저해부（2008년 7월 25일 방송）

　　　「９월 위기！？ 한국경제의 실태」

## 저작
- 미쓰하시 다카아키 지음 (2007년 12월 15일). 《위기의 한국경제 (국제수지 분석을 통해 본)》. 조진구 옮김. 전략과문화. ISBN 978-89-959868-1-3.
- 미쓰하시 다카아키 지음 (2011년 5월 28일). 《부자 삼성 가난한 한국 : 삼성은 번영하는데 왜 한국 경제는 어려워지는가》. 오시연 옮김. 티즈맵. ISBN 978-89-94390-07-9.
- 미쓰하시 다카아키 지음 (2012년 11월 30일). 《누가 한국 경제를 망쳤는가 : 글로벌 경제에 몰락하는 한국의 슬픈 초상화》. 정영태 옮김. 초록물고기. ISBN 978-89-94965-17-8.